# Paul Hoffaeus
Paul Hoffaeus (auch Paulus Hoffaeus oder Hofer; * um 1525 in Münster bei Bingen; † 17. Dezember 1608 in Ingolstadt) war ein deutscher Jesuit.

## Leben
Hoffaeus besuchte die Stiftsschule bei St. Martini in Emmerich. Es folgte ein Studium der Philosophie an der Universität Köln. 1552 gehörte er zu den ersten Studenten des Collegium Germanicum in Rom und fand 1554 durch Ignatius von Loyola Aufnahme in den Jesuitenorden. 1557 empfing er die Priesterweihe und wurde zum Dr. theol. promoviert. Von 1558 bis 1561 war er Rektor des Jesuitenkollegs in Prag, 1562 in Wien und 1563 bis 1564 in Ingolstadt sowie von 1564 bis 1566 in München.
Hoffaeus war von 1567 bis 1569 Vizeprovinzial und anschließend bis 1581 als Nachfolger von Petrus Canisius Provinzial der oberdeutschen Ordensprovinz. Von 1581 bis 1591 war er Assistent und Admonitor des Ordensgenerals in Rom, danach von 1594 bis 1597 Visitator der deutschen Ordensprovinzen. Anschließend wurde er wieder Rektor des Kollegs in Ingolstadt.

## Werke
- Übersetzung des Catechismus Romanus, 1568.
- Ein Lobsame Catholische Frolockung von wegen des New geboren Königs Jhesu Christi unsers Herren und Haylandts, Berg, München 1576.
- De communione sub utraque specie.